# آرونگوس
آرونگوس (به فرانسوی: Arengosse) یک کمون در فرانسه است که در canton of Morcenx واقع شده‌است. آرونگوس ۶۲٫۴۸ کیلومتر مربع مساحت دارد ۶۷ متر بالاتر از سطح دریا واقع شده‌است.